# Leandro Barboza
Leandro Barboza (Nova Friburgo, 4 de outubro de 1981) é um artista e carnavalesco brasileiro.

## Carreira
Leandro Barboza, natural de Nova Friburgo, região serrana do Rio de Janeiro, nascido em 04 de outubro de 1981, é um carnavalesco brasileiro. Antes de atuar como carnavalesco, o artista tem formação e atuava em eletrotécnica e trabalhou 10 anos no ramo petroquímico, desenvolvendo automação para equipamentos offshore.
Em sua cidade natal, iniciou os seus primeiros passos no mundo do Carnaval. Teve passagem como carnavalesco nas Agremiações Imperatriz de Olaria, Raio de Luar, Vilage no Samba e Unidos da Saudade, tendo se consagrado campeão em todas elas.
Na capital do Rio de Janeiro, tem passagem por barracões como Vila Isabel e Portela, atuando na equipe de criação do carnavalesco Jorge Freitas. Atuou no ateliê carioca, na confecção de fantasias para o festival Parintins. No Carnaval de Porto Alegre, atuou na Império da Zona Norte, teve também grande participação no Carnaval de Uruguaiana, na escola de samba os Rouxinóis, e criou raiz na escola de Samba Ilha do Marduque como carnavalesco e campeão.
Em 2017, mais uma vez aceitou o convite de seu conterrâneo e amigo Jorge Freitas para o cargo de assessor responsável pelas decorações das alegorias e coordenação dos pilotos de fantasias no Império de Casa Verde. Ainda em 2017, foi convidado para ser responsável pela decoração das alegorias da Independente Tricolor, fazendo parte da equipe que levou à agremiação ao inédito acesso ao Grupo Especial.
Em 2019, ainda no Império de Casa Verde, ocupou o cargo de diretor de artes, ficando responsável por toda a decoração e acabamento final. Em 2022 foi contratado como carnavalesco na agremiação, fazendo dupla com Mauro Quintaes. Sozinho no posto em 2023, desenvolveu o memorável enredo "Império dos Tambores - Um Brasil Afromusical", rendeu um terceiro lugar para a agremiação, sendo essa a colocação mais próxima do campeonato desde 2016, quando a agremiação foi campeã. 
Teve o contrato renovado para 2024, e com o enredo "Fafá, a Cabocla Mística em Rituais da Floresta", em homenagem a cantora Fafá de Belém, ganhou inúmeros prêmios, inclusive de melhor desfile no SRZD, Carnavalesco e SASP, o desfile entrou na história da agremiação. Para 2025, a agremiação Império de Casa Verde anunciou a renovação de seu contrato.

## Carnavais
Desfile assinados por Leandro Barboza:
| Ano  | Escola                                          | Colocação | Divisão             | Enredo                                                     | Ref   |
| ---- | ----------------------------------------------- | --------- | ------------------- | ---------------------------------------------------------- | ----- |
|      |                                                 |           |                     |                                                            |       |
| 2007 | Vilage no Samba                                 | 3º Lugar  | Especial Friburgo   | Quem somos nós? De onde viemos? E para onde vamos afinal?  |       |
| 2008 | Unidos da Saudade                               | 2º lugar  | Especial Friburgo   | Alquimia: Magia e transformação                            |       |
| 2009 | Vilage no Samba                                 | campeã    | Especial Friburgo   | Os batuques do morro queimado                              |       |
| 2010 | Vilage no Samba                                 | 2º lugar  | Especial Friburgo   | A Saga de José: Rei dos Sonhos, príncipe da fé             |       |
| 2012 | Vilage no Samba                                 | 2º lugar  | Especial Friburgo   | Filhos do faz de conta                                     |       |
| 2013 | Vilage no Samba                                 | 2º lugar  | Especial Friburgo   | Vem ver a Vila passar cantando coisas de amor              |       |
| 2013 | Ilha do Marduque                                | 2º lugar  | Especial Uruguaiana | Raízes                                                     |       |
| 2014 | Ilha do Marduque                                | campeã    | especial Uruguaiana | Terra, Vida e Esperança                                    |       |
| 2014 | Vilage no Samba                                 | campeã    | Especial Friburgo   | Rosas Negras                                               |       |
| 2015 | Ilha do Marduque                                | 2º lugar  | Especial Uruguaiana | A Missa dos Quilombos                                      |       |
| 2016 | Ilha do Marduque                                | 3º lugar  | Especial Uruguaiana | A Dança das Almas                                          |       |
| 2016 | Vilage no Samba                                 | 2º lugar  | Especial Friburgo   | Rota das especiarias                                       |       |
| 2017 | Ilha do Marduque                                | 4º lugar  | Especial Uruguaiana | Fé e Ritual: 40 Anos de Devoção ao Carnaval.               |       |
| 2018 | Ilha do Marduque                                | campeã    | Especial Uruguaiana | Liberté, Egalité et Fraternité - O Povo Conta Sua História |       |
| 2019 | Ilha do Marduque                                | 2º lugar  | Especial Uruguiana  | Marduque em Cartaz - É de Cinema o Nosso Carnaval          |       |
| 2022 | Império de Casa Verde (Junto de Mauro Quintaes) | 3º lugar  | Especial (SP)       | O poder da Comunicação: Império, o Mensageiro das Emoções  |       |
| 2023 | Império de Casa Verde                           | 3º lugar  | Especial (SP)       | Império dos Tambores - Um Brasil Afromusical               | [ 2 ] |
| 2024 | Império de Casa Verde                           | 6º lugar  | Especial (SP)       | Fafá, a Cabocla Mística em Rituais da Floresta             | [ 4 ] |
| 2025 | Império de Casa Verde                           |           | Especial (SP)       | Contando Contos: Reinos da Literatura                      | [ 7 ] |